# سودنة
السودنة مصطلح قانوني وسياسي وإداري. والسودنة لغة هي لفظ مشتق من لفظ السودان بمعنى جعل الأمور سودانية.
ويعني إصطلاحاً " عملية انتقال وتحول السلطة في السودان من أيدى البريطانيين والمصريين إلى الوطنيين من خلال دراسة شاملة لتلك العملية برعاية وإشراف لجنة دولية تشكلت بمقتضى المادة الثامنة من اتفاقية الحكم الذاتي التي وقعت في 12 فبراير / شباط 1953 تسمى " لجنة السودنة".

## لجنة السودنة
ورد لفظ السودنة في اتفاقية الحكم الذاتي للسودان التي تم توقيعها في القاهرة في 1953 م بين الحكومتين المصرية والبريطانية بشأن الحُكم الذاتي وتقرير المصير للسودان، والتي تصت ضمن مانصت على:
1. فترة انتقال يتم خلالها تصفية الإدارة الثنائية.
2. قيام لجنة الحاكم العام تُشكل من عضو باكستاني وعضو مصري وممثل لبريطانيا وعضوين سودانيين لتُساعد الحاكم العام في ممارسة واجباته.
3. تشكيل لجنة انتخابات من سبعة أعضاء: ثلاثة سودانيين وعضو مصري وعضو بريطاني وعضو من الولايات المتحدة الأمريكية وعضو هندي، وذلك للإعداد والإشراف على الانتخابات العامة للبرلمان.
4. تشكيل لجنة السودنة من خمسة أعضاء: ثلاثة سودانيين وعضو مصري وعضو بريطاني، للقيام بسودنة الإدارة والشرطة وقوة دفاع السودان، وغير ذلك من الوظائف العامة، وفي مدة لا تتجاوز ثلاثة أعوام.

## تشكيلة اللجنة
تشكلت لجنة السودنة من كل من:
- عبد الحميد داؤود (مصري الجنسية).
- بيرنيت (بريطاني).

ثلاثة أعضاء سودانيين هم:
- إبراهيم يوسف سليمان.
- الدكتور عثمان أبو عكر.
- السيد محمود الفضلي.

كما تكونت لجنة لسودنة الجيش لدراسة بناء وتنظيم وتشكيل القوة المناسبة للعهد الجديد في السودان وكانت تتكون من:
- الأميرالاي إبراهيم عبود (رئيساً للجنة).
- القائمقام عبد اللطيف الضو.
- البكباشي عبد الله الصديق دار صليح.
- البكباشي أحمد رضا فريد.
- البكباشي حسن بشير نصر.
- البكباشي المقبول الأمين الحاج.

قامت لجنة السودنة بأداء مهامها في إحلال السودانيين محل البريطانيين والمصريين في دوائر الشرطة والجيش، وفي أبريل/نيسان 1955م، قدمت اللجنة اقتراحات بشأن سودنة جميع الوظائف الإدارية الكبرى في مختلف الوزارات والمصالح الحكومية الأخرى، وفي أغسطس/آب 1955م، أنهت اللجنة مهامها وفي الشهر ذاته وافق البرلمان السوداني على التقرير النهائي للجنة، ومن ثم تهيأ الجو المحايد اللازم لتطبيق مبدأ تقرير المصير.

## السودنة في الوقت الحالي
وقد تم التوسع مؤخراً في مفهوم السودنة وتم إخراجه من إطاره التاريخي ليكون مصطلحاً عاماً وشاملاً وأصبح الحديث عن سودنة العمل التطوعي في السودان، ويقصد به بأن تتولى المنظمات الوطنية السيطرة على كل المساعدات الإنسانية في السودان.